# Eremo di San Grato
L'eremo di San Grato (in francese, ermitage de Saint-Grat) è una cappella dedicata a Grato di Aosta (V secolo) situata a 1773 m s.l.m. sopra al villaggio di Péroulaz, nel comune di Charvensod.
L'eremo è facilmente raggiungibile a partire da Charvensod con una passeggiata tra i boschi sul sentiero 102. Ci si può ulteriormente avvicinare prendendo la telecabina Aosta - Pila riducendo notevolmente la lunghezza della passeggiata e azzerando il dislivello.

## Storia
Secondo la tradizione, nel V secolo Grato di Aosta si ritirava qui in meditazione, anche se la cappella viene citata nei documenti solo a partire dal XIII secolo. Per l'Abbé Henry, San Grato è «...la figure la plus imposante de l'histoire valdôtaine» (La figura più imponente della storia valdostana). Scrive l'Abbé:
(Abbé Henry, 101)
Il luogo tra il XVII e il XIX secolo fu occupato anche da altri eremiti nel periodo caldo dell'anno, tra essi François Lavy di Saint-Nicolas e Louis Prétel.
La cappella fu ingrandita nel 1754, ma andò in parte distrutta nell'aprile del 1918 a causa di una valanga.
La statua di 3 metri, che sovrasta il campanile e protegge dall'alto Aosta, fu invece realizzata nel 1863 dallo scultore valdostano Basil Thomasset.
Per il patrono, nella notte tra il 6 e il 7 settembre si svolge La route des jeunes (Il cammino dei giovani), una processione che parte dalla chiesa di Pila e arriva fino all'eremo.

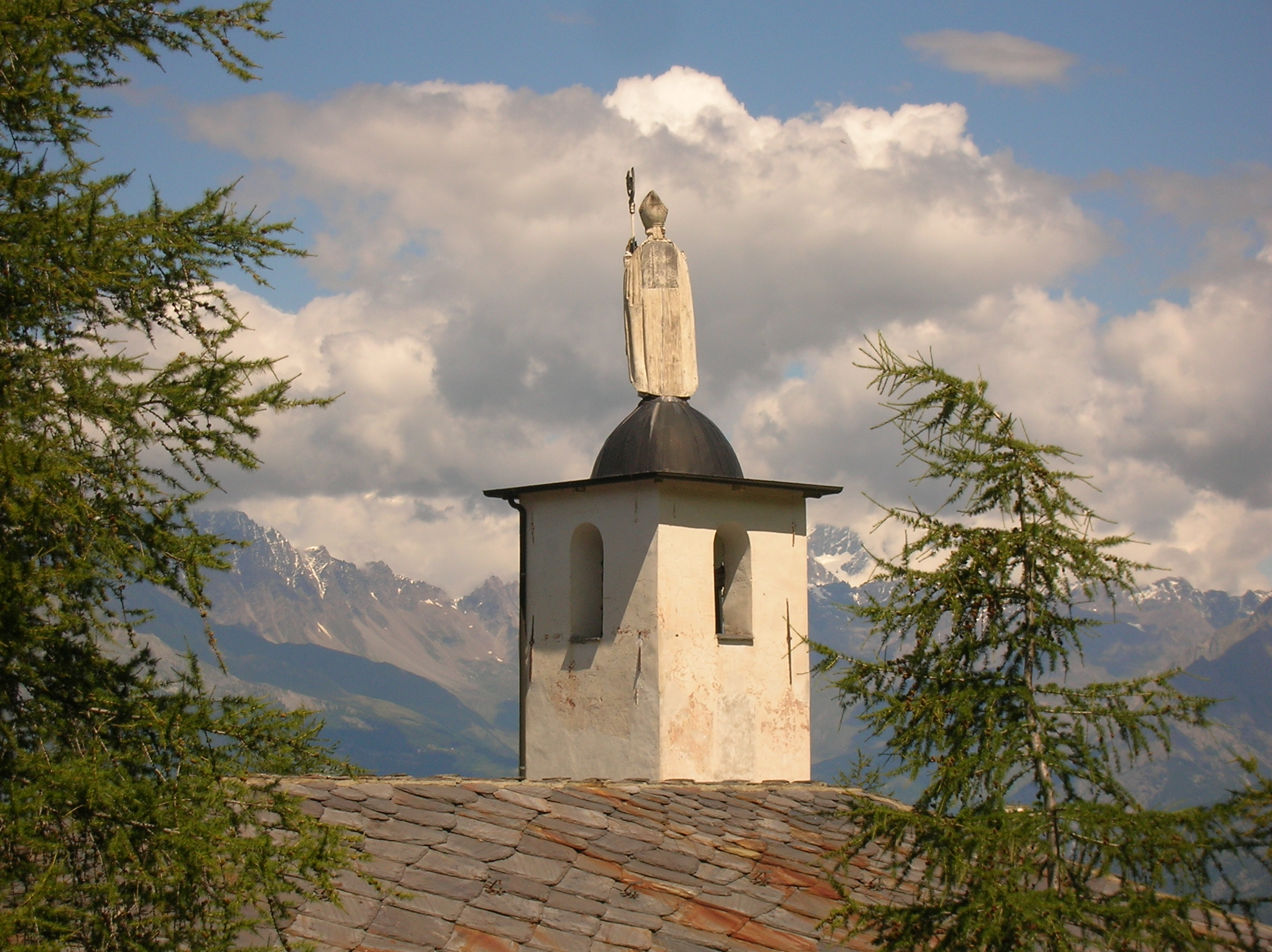
La statua del 1863, rivolta verso Aosta.
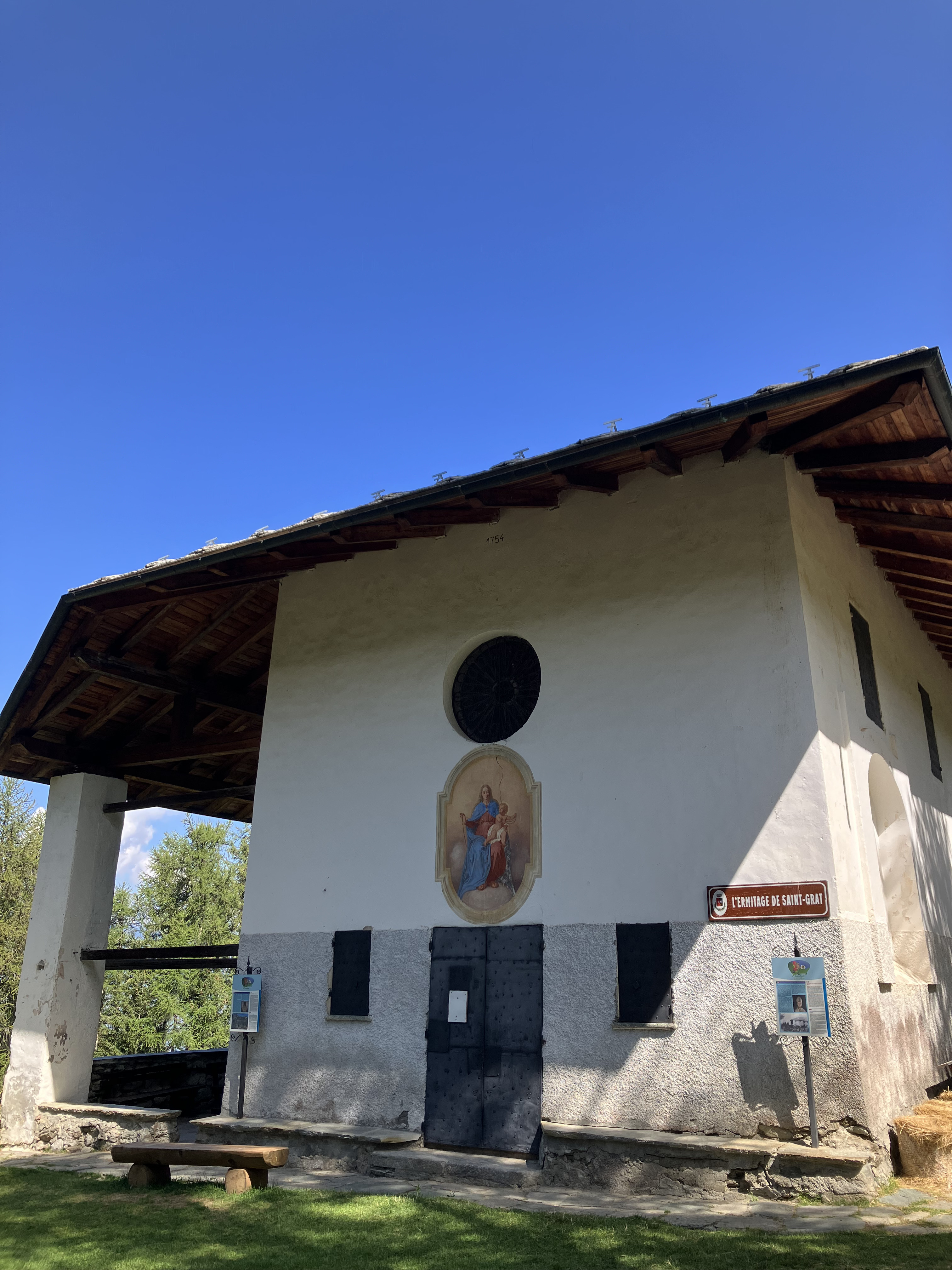
Primo piano della facciata.